# Serixia elongatula
Serixia elongatula là một loài bọ cánh cứng trong họ Cerambycidae.